# معيار (علم القياس)
.

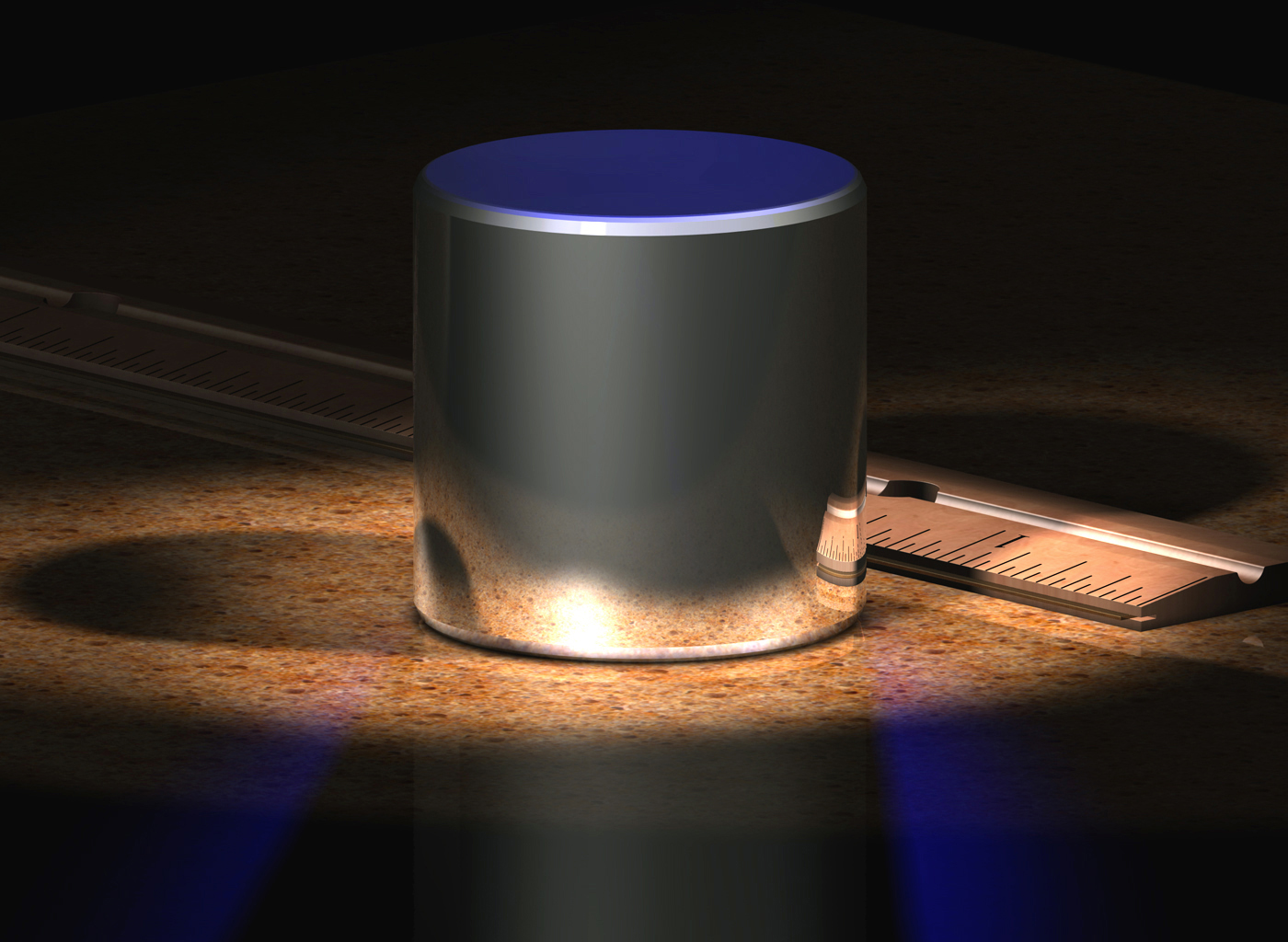
النموذج الأصلي الدولي للكيلوغرام، وهو معيار مادي كان مستخدماً للتعريف القديم للكيلوغرام

المعيار في علم القياس هو مادة أو نظام أو تجربة ذات وصلة وثيقة محددة بوحدة قياس كمية فيزيائية.
المعايير هي مراجع أساسية من أجل تحديد نظام الوحدات، والتي تقاس وتقارن بالنسبة لها أجهزة القياس الأخرى. تعد المعايير الأولية أكثر المعايير في علم القياس جودةً، وتمثل التعريف العملي لتحقيق وحدات القياس. كانت المعايير الأولية في السابق هي أغراض تعرف على أساسها وحدات القياس، إلا أنه في سنة 2019 جرى التحول إلى تعريف وحدات القياس بثوابت فيزيائية عديمة الأبعاد.

## معايير القياس
معايير القياس تهتم بضبط «طول المتر»، وفي الأحجام «المتر المكعب» و «حجم اللتر»، وبالنسبة للزمن «طول الثانية»، وبالنسبة للأوزان «الكيلوجرام».
تلك المعايير لا بد وأن تكون متوحدة في جميع بلاد العالم. فمن الواضح في الاستيراد والتصدير أن يكون «الطن» في أمريكا هو مقدار الطن الذي تستخدمه مثلا الكويت، أو ناميبيا أو ألمانيا.
لهذا أسست المنظمة الدولية للمعايير لتنظيم تلك المعايير، وما تضعه من معايير يستخدم ليس في التجارة العالمية وحدها، وليس في مجال الصناعة والتكنولوجيا، بل يستخدم أيضا في مختلف العلوم وبصفة خاصة في الفيزياء التي تشكل طليعة تلك التعريفات. تعتمد المنظمة الدولية للمعايير في تعريف المعايير على ما «تقوله» الفيزياء أو ما يحدده الفزيائيون؛ حيث يبتكرون أدق طرق القياس.